# Пі Джей Вашингтон
Пол Джамейн «Пі Джей» Вашингтон-молодший (англ. Paul Jamaine «P. J.» Washington Jr., нар. 23 серпня 1998 року) — американський професійний баскетболіст, що виступає за команду Шарлотт Горнетс з Національної баскетбольної асоціації (НБА). В студентські часи грав за «Кентуккі Вайлдкетс».

## Ранні роки
Пі Джей — син Шеррі Вашингтон та Пола Вашингтона-старшого. У нього є два брати, Тайлер і Спенсер, та сестра Александрія. Обоє його батьків грали в баскетбол за команду «Мідл Теннессі». Він має 25 номер в команді, оскільки його батько мав цей же номер в коледжі.

### Рекрутинг
Ресурси Scout.com, Rivals.com та ESPN вважали Вашингтона одним з найкращих гравців у класі рекрутингу 2017 року. 10 листопада 2016 року він вирушив до «Кентуккі Вайлдкетс», і 20 листопада підписав лист про наміри.

## Студентська кар'єра
Протягом більшої частини свого дебютного сезону в Кентуккі Вашингтон грав з травмою мізинця, яка вимагала операції влітку. У програшній грі проти Канзасу в турнірі NCAA Вашингтон лідирував у команді Кентуккі з 18 очками та 15 підбираннями. У середньому Пі Джей набирав 10,8 очка та 5,7 підбирань за гру протягом сезону першокурсника. У міжсезоння він заявив про участь у драфті НБА, проте згодом, 30 травня 2018 року, оголосив про своє повернення на другий курс.
Після програшу Кентуккі в турнірі NCAA у 2019 році Вашингтон оголосив про намір відмовитись від останніх двох сезонів у коледжі і оголосив про свою участь у драфті НБА 2019 року, де, за прогнозами, мав бути вибраним у першому раунді.

## Професійна кар'єра
Вашингтон був обраний під загальним 12-м піком командою «Шарлотт Горнетс» на драфті НБА 2019 року. 3-го липня 2019 року Вашингтон офіційно підписав контракт із «Шершнями». 23 жовтня 2019 року Пі Джей дебютував у НБА, стартувавши з перемоги 126—125 над «Чикаго Буллз» з 27-ма очками, 4-ма підбираннями, передачею, перехопленням та блок-шотом. Він також здійснив 7 триочкових кидків, найбільше в дебютному матчі в історії НБА. 31 жовтня 2019 року Вашингтон набрав 23 очки та 8 підбирань у переможній зустрічі проти «Сакраменто Кінгз», що завершилась з рахунком 118—111. 29 листопада 2019 року він набрав 26 очок і 5 підбирань в перемозі 110—107 над «Детройт Пістонс».

## Статистика

### НБА

#### Регулярний сезон
| Сезон   | Команда | GP  | GS  | MPG  | FG%  | 3P%  | FT%  | RPG | APG | SPG | BPG | PPG  |
| ------- | ------- | --- | --- | ---- | ---- | ---- | ---- | --- | --- | --- | --- | ---- |
| 2019–20 | Шарлотт | 58  | 57  | 30.3 | .455 | .374 | .647 | 5.4 | 2.1 | .9  | .8  | 12.2 |
| 2020–21 | Шарлотт | 64  | 61  | 30.5 | .440 | .386 | .745 | 6.5 | 2.5 | 1.1 | 1.2 | 12.9 |
| Кар'єра | Кар'єра | 122 | 118 | 30.4 | .447 | .381 | .698 | 6.0 | 2.3 | 1.0 | 1.0 | 12.6 |

### Коледж
| Сезон   | Команда  | GP | GS | MPG  | FG%  | 3P%  | FT%  | RPG | APG | SPG | BPG | PPG  |
| ------- | -------- | -- | -- | ---- | ---- | ---- | ---- | --- | --- | --- | --- | ---- |
| 2017–18 | Кентуккі | 37 | 30 | 27.4 | .519 | .238 | .606 | 5.7 | 1.5 | .8  | .8  | 10.8 |
| 2018–19 | Кентуккі | 35 | 33 | 29.3 | .522 | .423 | .663 | 7.5 | 1.8 | .8  | 1.2 | 15.2 |
| Кар'єра | Кар'єра  | 72 | 63 | 28.3 | .521 | .384 | .632 | 6.6 | 1.7 | .8  | 1.0 | 12.9 |